# Кривцово (Шарьинский район)
Кривцово — деревня в составе Ивановского сельского поселения Шарьинского района Костромской области России.

## История
Согласно Спискам населенных мест Российской империи в 1872 году деревня Кривцево (Деревенька) относилась к 2 стану Ветлужского уезда Костромской губернии. В ней числилось 5 дворов, проживало 28 мужчин и 20 женщин.
Согласно переписи населения 1897 года в деревне проживало 93 человека (37 мужчин и 56 женщин).
Согласно Списку населенных мест Костромской губернии в 1907 году деревня Кривцово (Деревенька) относилась к Рождественской волости Ветлужского уезда Костромской губернии. По сведениям волостного правления за 1907 год в деревне числилось 16 крестьянских дворов и 132 жителя. Основным занятием жителей деревни был лесной промысел.
До 2010 года деревня относилась к Майтихинскому сельскому поселению.

## Население
| 2008 | 2010 | 2014 |
| ---- | ---- | ---- |
| 10   | ↘7   | →7   |